# 러미

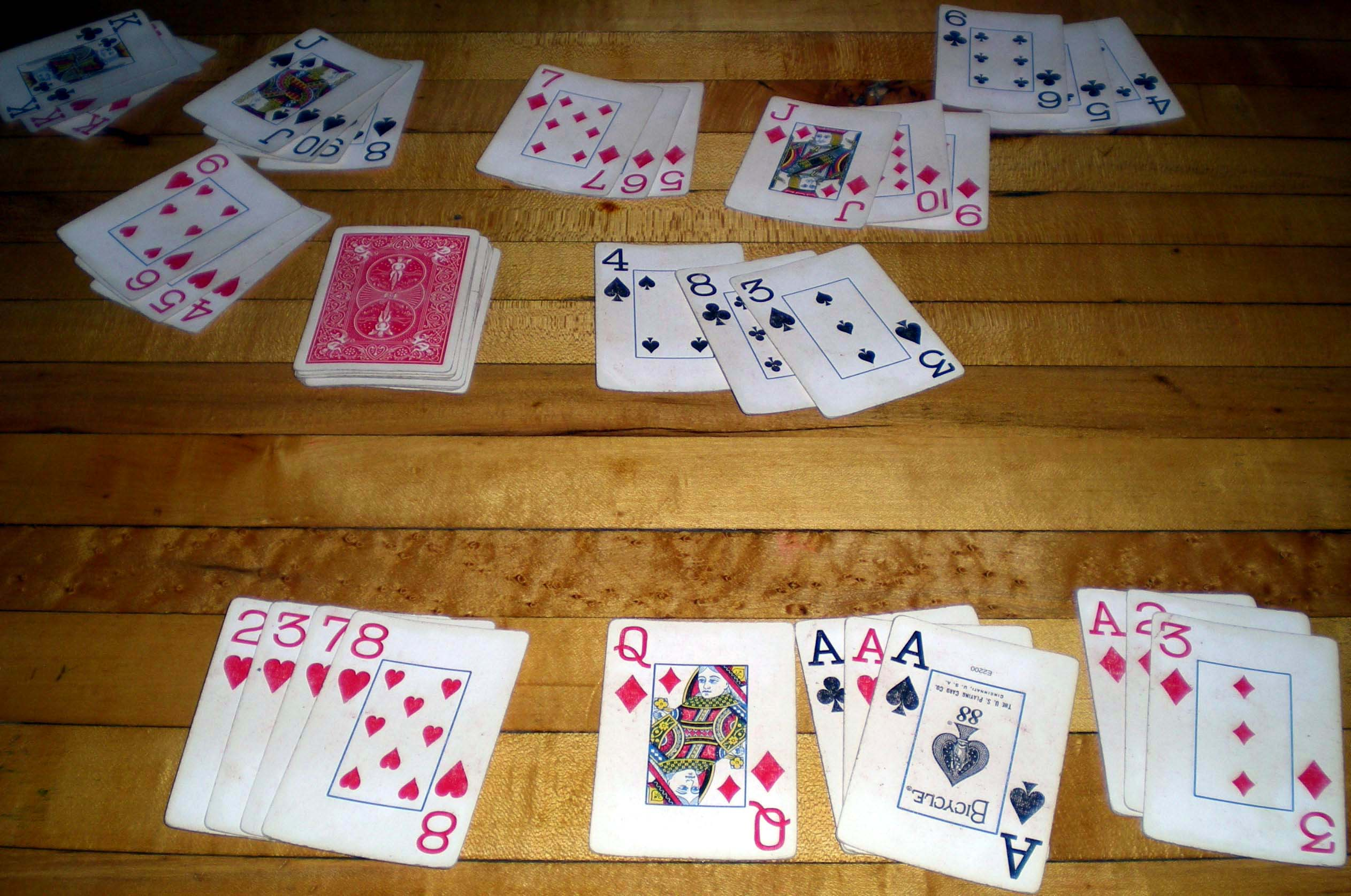

러미(Rummy)는 카드 게임의 한 분류로, 짝패를 맞추는 규칙을 가진 것을 말한다. 훌라와 매우 비슷하지만 다른 점도 있다.

## 게임 규칙
2~4명이 서로의 패가 보이지 않도록 앉고 자신의 손에 있는 카드를 등록, 또는 붙이고 버려서 자신의 모든 카드를 없내는 사람이 승리하는 게임이다.

## 준비
다양한 룰이 있지만 카드를 보통 두 벌 사용하고 처음에 각각 14장씩 카드를 나누어 준다. 그리고 카드 더미에서 카드 한장을 뒤집어 놓는다(카드 버리는 더미). 2~4명이서 함께 즐길 수 있다.

## 게임
게임이 시작되면 선은 우선 카드 더미에서 카드를 가져오거나 카드 버리는 더미에서 카드를 가져오거나(상대방이 버린 카드) 둘 중 하나의 선택을 할 수 있다. 카드를 가져오고 나서는 카드를 등록하거나, 또는 패를 붙이고 하나의 패를 버리는데, 카드 등록 또는 붙이기를 끝마치더라도 자신의 턴을 마쳤다는 의미로 반드시 카드를 한 장 버려야 한다. 카드를 등록하는 방법은 2가지가 있는데 같은 문양의 연속하는 3개 이상의 카드이거나 서로 다른 문양의 같은 숫자의 카드 3장 이상이다. 그리고 처음 카드를 등록할 때는 카드 숫자의 합 (J는 11, Q는 12, K는 13)이 40이 넘어야 하며 다음에 등록할 때부터는 상관이 없다. 붙이기를 할 때는 같은 문양의 연속되는 카드를 맨 뒤 또는 맨 앞에 붙일 수 있고 서로 다른 문양의 같은 카드 3가지가 있을 때는 3가지 중에 없는 문양이고 같은 숫자일 때는 붙이기가 가능하다. 서로 다른 문양의 같은 숫자를 등록하는 경우에는 카드 두 벌을 사용하므로 만약 ♠3, ♠3, ♥3이 있을 때 문양이 모두 달라야 하므로 등록이 불가하다. 물론 붙이기도 불허한다. 이렇게 한 사람이 자신의 모든 패를 버리면 라운드가 끝난다.

## 점수 계산
보통 자신의 카드 숫자의 합(J는 11, Q는12, K은 13으로 계산) 이 점수가 된다. 단판으로 점수가 적은 사람부터 순위를 정할 수도 있고 한 사람의 점수가 500이 넘으면 모든 라운드가 종료되고 점수의 합이 낮은 사람부터 순위를 정할 수도 있다.

### 기타 및 예외 규칙
- 카드 한 벌을 사용하고 7장씩 나누어 주는 경우도 있다.
- 조커의 경우, 숫자로 세지 않는 경우와 원래 조커가 있어야 할 자리에 있는 숫자로 치는 경우 두 가지가 있는데 두 번째가 보편적이다.
- 등록된 카드 중 조커가 있을 경우, 조커에 들어갈 자리에 맞는 카드가 나에게 있다면 조커를 가져오고 내 카드를 넣을 수        있다. 단, 빼낸 조커는 그 턴에 사용해야 한다.
- 카드를 등록할 때 같은 문양의 연속하는 세 숫자를 1번 경우, 다른 문양의 같은 숫자를 2번 경우라고 가정할 때 1번 경우에는 1번 경우처럼만 붙일 수 있고 2번 경우에는 2번 경우처럼만 붙이기가 가능하다. 예를 들어, ♥3, ♥4, ♥5가 있을 때 ♥2 또는 ♥6만 붙일 수 있고 ♠5, ♦5, ♣5가 있는 경우에는 ♥5만 붙일 수 있다.
- 카드를 등록하거나 붙일 때 K와 A가 연결된다고 정할 수도 있고 그렇지 않을 수도 있다. 보통은 연결된다.